# Indios Bravos
Indios Bravos – założona w 1997 roku polska grupa muzyczna grająca mieszankę rocka, reggae i bluesa. Założycielem i liderem zespołu jest gitarzysta Piotr Banach związany poprzednio z grupą Hey, wokalistą zaś Piotr "Gutek" Gutkowski. Na początku istnienia zespołu wokalistę wspierali również Magda "Dziun" Ciećka i Paweł "Gawron" Gawroński (były menedżer zespołu).

## Historia
W 1999 roku ukazała się pierwsza półoficjalna płyta zespołu – Part One (duża w tym zasługa Kuby Wojewódzkiego, który specjalnie na potrzeby wydania tej płyty założył firmę wydawniczą „Pałac Kultury”), jej nakład szybko został wyczerpany.
W 2004 roku ukazała się pierwsza w pełni oficjalna płyta zespołu – Mental Revolution, przyniosła ona takie przeboje jak piosenki Pom pom, Tak to tak czy Sign. Płyta ta, podobnie jak wydana w 2006 reedycja – Mental Revolution (extended version) ugruntowała pozycję Indios Bravos na polskiej scenie reggae.
W 2006 roku zespół wystąpił na Przystanku Woodstock w Kostrzynie nad Odrą. W roku 2007 grupa otrzymała "złotego bączka" na Przystanku Woodstock 2007 w Kostrzynie nad Odrą.
Kolejna płyta zespołu nosząca tytuł Peace! (początkowo album miał się nazywać Tu i Teraz) ukazała się w październiku 2007 roku. Singlami promującymi płytę były utwory Wolna wola oraz Mówię do Ciebie i siebie. Materiał zaprezentowany na nowej płycie nie mieści się w granicach klasycznego reggae, wyczuwalne są inspiracje płynące z innych gatunków muzyki.
13 marca 2009 roku ukazała się płyta zatytułowana "Indios Bravos". 4 grudnia 2009 roku wydana została płyta "On Stage" na której można odnaleźć przekrój twórczości zespołu w wykonaniach koncertowych. Materiał został zarejestrowany w łódzkim klubie Dekompresja, 23 października 2009.
18 października 2013 roku nakładem Mystic Production ukazała się piąta płyta zespołu, zatytułowana Jatata. Płyta została w całości zrealizowana w domowym studio Piotra Banacha, który również odpowiedzialny był za cały proces produkcji.
2 września 2014 roku, 15 lat po premierze płyty Part One z 1999 roku, ukazała się jej reedycja, w postaci płyty winylowej. Za produkcję albumu odpowiada wytwórnia Jimmy Jazz Records. Materiał znajdujący się na płycie został poddany ponownemu masteringowi. Płyta została wydana w nakładzie 500 egzemplarzy, z czego 150 sztuk wyprodukowano na płytach winylowych w nietypowym, czerwonym kolorze.
W październiku 2015 roku zespół poinformował o zawieszeniu na czas nieokreślony regularnej działalności koncertowej.

## Muzycy
Obecny skład zespołu
- Piotr Banach – gitara
- Piotr "Gutek" Gutkowski – śpiew
- Krzysztof Sak – gitara
- Ryszard Łabul – gitara basowa
- Lech Grochala – perkusja (od 2007)

Byli członkowie zespołu
- Przemek Filipkowski – instrumenty klawiszowe (2002-2007)
- Tomasz Kubik – perkusja (2002-2007)
- Marcin Łuczyński – instrumenty klawiszowe (2007-2011)

## Dyskografia
| 1999                           | Part One - Data: 20 maja 1999 - Wydawca: Pałac Kultury                               | —  |
| 2004                           | Mental Revolution - Data: 26 stycznia 2004 - Wydawca: W Moich Oczach                 | —  |
| 2006                           | Mental Revolution (extended version) - Data: 3 kwietnia 2006 - Wydawca: SonicRecords | 36 |
| 2007                           | Peace! - Data: 29 października 2007 - Wydawca: My Music                              | 13 |
| 2009                           | Indios Bravos - Data: 13 marca 2009 - Wydawca: My Music                              | 13 |
| 2013                           | Jatata - Data: 18 października 2013 - Wydawca: Mystic Production                     | 16 |
| "—" pozycja nie była notowana. |                                                                                      |    |

| Rok  | Tytuł        | Pozycja na liście | Pozycja na liście |
| Rok  | Tytuł        | LP3               | SLiP              |
| ---- | ------------ | ----------------- | ----------------- |
| 2007 | "Wolna wola" | 50                | 36                |

| Rok  | Tytuł                         | Pozycja na liście |
| Rok  | Tytuł                         | LP3               |
| ---- | ----------------------------- | ----------------- |
| 2007 | "Zmiana"                      | 31                |
| 2008 | "Miecz i kij"                 | 34                |
| 2009 | "A kiedy dnia pewnego"        | 34                |
| 2009 | "Na początku jest najłatwiej" | 44                |
| 2013 | "Lubię to"                    | 9                 |

| Rok  | Tytuł                                                                         | Uwagi              |
| ---- | ----------------------------------------------------------------------------- | ------------------ |
| 2007 | Przystanek Woodstock 2006/2007 - Data: 10 grudnia 2007 - Wydawca: Złoty Melon | - DVD              |
| 2009 | On Stage - Data: 4 grudnia 2009 - Wydawca: My Music                           | - Album koncertowy |

| Rok  | Wykonawca/Album                                                        | Utwór                                                             | Źródło |
| ---- | ---------------------------------------------------------------------- | ----------------------------------------------------------------- | ------ |
| 2005 | Abradab – Emisja spalin - Data: 1 grudnia 2005 - Wydawca: S.P. Records | - "Augustus (dla mojej córki kawałek)" (gościnnie: Indios Bravos) | [ 16 ] |

## Teledyski
| Rok  | Tytuł                  | Reżyseria              | Album             | Źródło |
| ---- | ---------------------- | ---------------------- | ----------------- | ------ |
| 2006 | "Nie rytmiczny me how" | —                      | Mental Revolution | [ 17 ] |
| 2007 | "Zmiana"               | Tomek Jarosz           | Peace!            | [ 18 ] |
| 2007 | "Wolna wola"           | —                      | Peace!            | [ 19 ] |
| 2009 | "Zabiorę cię"          | Małgorzata Ruszkiewicz | On Stage          | [ 20 ] |
| 2009 | "A kiedy dnia pewnego" | Tomasz Jarosz          | Indios Bravos     | [ 21 ] |